# Midwest rap
Midwest rap, es un estilo de hip hop realizado por los artistas del Medio Oeste de Estados Unidos. En contraste con su costa este, costa oeste y el sur de contrapartes, en el Midwest ha habido escasos exponentes. Su primera dosis de popularidad nacional a mediados de los años 90 se asoció con los estilos de ritmo rápido de raperos como: Twista (Chicago), Esham (Detroit), Tech N9ne (Kansas City, Missouri), Nelly (St. Louis, Missouri), Bone Thugs-n-Harmony (Cleveland), y Atmosphere (Mineápolis).
Estos artistas se convirtieron en los primeros en introducir el Midwest que rivalizaba con la popularidad de los estilos occidentales y la costa este. Sin embargo, los actos posteriores que desde entonces han subido a la prominencia nacional como Nelly, D12, Eminem y compartir con el rap visto hasta ahora muy pocas similitudes. Es porque estos carecen de las constantes entre los actos de diferentes ciudades (ya veces incluso entre los artistas de la misma ciudad) que puede ser extremadamente difícil definir un "típico" sonido del Medio Oeste. Una de las características del hip hop Medio Oeste es que tempos ritmo puede variar desde 90 a cerca de 180, mientras que el tempo de la Costa Este golpe es 90-120, de la Costa Oeste es 100-120, y el rap del sur es 80-110. Según el rapero llamado: Prozak, dice que el estilo a menudo gira en torno a "ritmos y letras oscuras". U otros grupos como Bone Thugs-n-Harmony llevan un sonido armónico y bastante instrumental.
- Datos: Q2517263